# Giersleben
Giersleben é um município da Alemanha, situado no distrito de Salzland, no estado de Saxônia-Anhalt. Tem 20,14 km² de área, e sua população em 2019 foi estimada em 973 habitantes.